# Eutactis
Eutactis là một chi bướm đêm thuộc họ Noctuidae.